# Aleyrodes tinaeoides
Aleyrodes tinaeoides is een halfvleugelig insect uit de familie witte vliegen (Aleyrodidae), onderfamilie Aleyrodinae.
De wetenschappelijke naam van deze soort is voor het eerst geldig gepubliceerd door Blanchard in 1852.